# Simulium pavlovskii
Simulium pavlovskii är en tvåvingeart som beskrevs av Rubtsov 1940. Simulium pavlovskii ingår i släktet Simulium och familjen knott. Inga underarter finns listade i Catalogue of Life.